# Csárdás aus „Die Fledermaus“
Der Csárdás aus „Die Fledermaus“ ist eine Komposition von Johann Strauss Sohn (ohne Opuszahl). Sie wurde am 25. Oktober 1873 im Konzertsaal des Wiener Musikvereins erstmals aufgeführt.

## Einzelnachweis
1. ↑  Quelle: Englische Version des Booklets (Seite 127) in der 52 CDs umfassenden Gesamtausgabe der Orchesterwerke von Johann Strauß (Sohn), Hrsg. Naxos (Label). Das Werk ist als erster Titel auf der 50. CD zu hören.